# Odontria piliventris
Odontria piliventris är en skalbaggsart som beskrevs av Thomas Broun 1921. Odontria piliventris ingår i släktet Odontria och familjen Melolonthidae. Inga underarter finns listade i Catalogue of Life.